# Королівський танковий полк
Королівський танковий полк (англ. Royal Tank Regiment, RTR), колишній Королівський танковий корпус (англ. Royal Tank Corps, RTC) — з'єднання бронетанкових військ у складі Королівського бронетанкового корпусу британської армії.

## Історія
Найстаріше танкове формування світу — існує з 1916 року, коли британські експедиційні сили вперше застосували під час битви на Соммі танки Mark I. Тоді для їх застосування була створена Важка секція Кулеметного корпусу, 1917 року перейменована в Танковий корпус. Схематично зображений «Ромбоподібний» танк донині є емблемою полку. Девіз полку — «Fear Naught» (дослівний переклад з англ. Ніщо не залякає), також успадкований з 1916 року.
Королівський танковий полк до 2014 року складався з двох танкових полків (1-й і 2-й Королівські танкові полки). Полк, розквартирований в Бовінгтоні (штаб), Вормінстері та Тідуорті і має на озброєнні основні танки Challenger 2, а також ряд інших типів бронетехніки.